# 米尔扎·德利巴希奇
米尔扎·德利巴希奇（1954年1月9日—2001年12月8日），波斯尼亚和黑塞哥维那男子篮球运动员。他曾代表南斯拉夫国家队参加1976年和1980年夏季奥林匹克运动会篮球比赛，获得一枚金牌和一枚银牌。